# 김혜정 (1983년)
김혜정(1983년 11월 1일 ~ , 충청북도 증평군)은 대한민국의 소설가이다. 중학교 재학시절 〈가출일기〉라는 청소년소설을 출간하였으며, 〈하이킹 걸즈〉로 2008년 제1회 블루픽션상을 받으며 정식으로 작가로 등단했다. 그 후로 〈닌자걸스〉, 〈판타스틱 걸〉, 〈다이어트 학교〉, 〈잘 먹고 있나요?〉 등의 청소년소설과 〈우리들의 에그타르트〉, 〈맞아 언니 상담소〉 등의 동화를 썼다.
그 후 지금까지도 계속 글을 써오고 있으며 전국의 십대들을 만나며 강연을 하고 있다.

## 생애
1983년 11월 1일에 충청북도 증평군에서 태어나 할아버지, 할머니, 아버지, 어머니, 사 남매가 있는 대가족으로 자라났다.
어려서부터 ‘이야기’라는 것을 좋아하고 관심을 가지기 시작했고, 다양한 장르의 이야기들을 보며 이에 영향을 받아 소설가가 되기로 결심했다. 초등학교 6학년 때 작가가 되기로 마음먹고 동화를 써 출판사에 보냈지만 거절을 당했고 그 후 증평여자중학교 2학년 재학 당시 13곳의 출판사에 글을 보내고 난 후 <가출일기>를 출간하게 되었고 그 후에도 10여년 동안 여러차례 공모전에 도전하다 2008년 <하이킹 걸즈>로 제 1회 블루픽션상을 수상하며 정식 작가로 등단하였다.
학창시절에 10대가 읽을 만한 작품이 별로 없음을 느끼고 난 후 10대가 읽기 적합하고 삶의 방향을 일러줄 수 있는 청소년 소설에 관심을 가지게 되었다.
그 후로 <닌자걸스> , <다이어트 학교>등의 소설들과 <맞아 언니 상담소>등의 동화들을 출간한 김혜정은 현재까지도 계속 글을 쓰고 있으며, 전국의 초,중,고등학교와 기관들로 강연회, 작가와의 만남등의 행사등을 하며 자신의 사춘기 시절의 생각과 작품에 담겨있는 학생들이 느끼고 있는 고민을 중심으로 특강을 하고 있다.

## 학력
- 증평초등학교
- 증평여자중학교
- 청주여자고등학교
- 서강대학교 국어국문학 학사
- 서강대학교 대학원 석사
- 인하대학교 대학원 박사과정

## 수상
- 2008 제1회 블루픽션상 수상 <하이킹 걸즈>

## 작품
| 책 이름                     | 출시일           | 출판사       | 그 외 저자       | 수상             | 국제 표준 도서 번호 | 비고                                       |
| --------------------------- | ---------------- | ------------ | ---------------- | ---------------- | ------------------- | ------------------------------------------ |
| 가출일기                    | 1997년 8월 5일   | 문학수첩     |                  |                  | ISBN 9788985320801  |                                            |
| 하이킹 걸즈                 | 2008년 5월 30일  | 비룡소       |                  | 제1회 블루픽션상 | ISBN 9788949120805  |                                            |
| 가출일기                    | 2009년 3월 24일  | 문학수첩     |                  |                  | ISBN 9788983923158  | 개정판                                     |
| 닌자 걸스                   | 2009년 6월 26일  | 비룡소       |                  |                  | ISBN 9788949120911  |                                            |
| 판타스틱 걸                 | 2011년 1월 20일  | 비룡소       |                  |                  | ISBN 9788949123042  | KBS 2TV 수목 드라마 《안녕? 나야!》의 원작 |
| 다이어트 학교               | 2012년 2월 23일  | 자음과모음   |                  |                  | ISBN 9788954427142  |                                            |
| 레츠 러브                   | 2013년 3월 20일  | 살림FRIENDS  |                  |                  | ISBN 9788952223852  |                                            |
| 텐텐 영화단                 | 2013년 5월 30일  | 사계절출판사 |                  |                  | ISBN 9788958286752  |                                            |
| 타임 시프트                 | 2013년 8월 26일  | 푸른숲주니어 | 김숙경 그림      |                  | ISBN 9788971849798  |                                            |
| 우리들의 에그타르트         | 2013년 11월 15일 | 웅진주니어   | 최혜원 그림      |                  | ISBN 9788901161174  | 어린이 동화                                |
| 내 주머니 속의 도로시       | 2013년 12월 5일  | 주니어김영사 | 배슬기 그림      |                  | ISBN 9788934965589  | 어린이 동화                                |
| 잘 먹고 있나요?             | 2014년 4월 25일  | 자음과모음   |                  |                  | ISBN 9788954430760  |                                            |
| 오늘 나 아빠 버리러 간다    | 2014년 6월 20일  | 계림북스     | 원혜진 그림      |                  | ISBN 9788953329485  | 어린이 동화                                |
| 콤플렉스의 밀도             | 2014년 8월 5일   | 문학동네     | 이경혜 고재현 외 |                  | ISBN 9788954625449  |                                            |
| 시크릿 박스                 | 2015년 3월 3일   | 자음과모음   |                  |                  | ISBN 9788954431460  |                                            |
| 괜찮아, 방학이야!           | 2015년 7월 10일  | 와이스쿨     |                  |                  | ISBN 9791185306223  |                                            |
| 내 마음 아무도 몰라요~      | 2015년 8월 24일  | 찰리북       | 오주영 이송현 외 |                  | ISBN 9788994368382  | 어린이 동화                                |
| 청소년 테마 소설 세트       | 2015년 12월 11일 | 문학동네     | 김리리 김이윤 외 |                  | ISBN 9788954639095  |                                            |
| 맞아 언니 상담소            | 2016년 1월 29일  | 비룡소       | 김민준 그림      |                  | ISBN 9788949121697  | 어린이 동화                                |
| 여름날 초록처럼 너를 사랑해 | 2016년 5월 10일  | 한빛라이프   | 김혜림 그림      |                  | ISBN 9791185933382  | 태교동화                                   |
| 시시한 어른이 되지 않는 법  | 2016년 5월 31일  | 자음과모음   |                  |                  | ISBN 9788954436090  | 에세이                                     |
| 유령 호텔에 놀러 오세요     | 2017년 1월 24일  | 스콜라       | 홍찬주 그림      |                  | ISBN 9788962478112  | 어린이 동화                                |
| 이상한 나라의 앨리스들      | 2017년 2월 27일  | 서유재       | 김혜진 박영란 외 |                  | ISBN 9791195764853  |                                            |
| 오늘의 민수                 | 2017년 5월 12일  | 문학과지성사 |                  |                  | ISBN 9788932030050  |                                            |
| 헌터걸1                     | 2018년 4월 26일  | 사계절       | 윤정주 그림      |                  |                     |                                            |